# Bogdan Gajda
Bogdan Gajda (ur. 26 sierpnia 1953 w Sokolnikach Starych) – polski bokser, mistrz Europy, olimpijczyk, trener.

## Życiorys
Startował w wagach lekkiej (do 60 kg) i lekkopółśredniej (do 63,5 kg). Największy sukces odniósł podczas Mistrzostw Europy w Halle 1977, gdzie wywalczył tytuł mistrza Europy w kategorii lekkopółśredniej.
Dwa razy brał udział w igrzyskach olimpijskich: w Montrealu 1976 w wadze lekkiej i w Moskwie 1980 w lekkopółśredniej, ale odpadał w pierwszych pojedynkach. Także dwa razy uczestniczył w mistrzostwach świata, w wadze lekkopółśredniej. W Hawanie 1974 przegrał pierwszą walkę, a w Belgradzie 1978 odpadł w ćwierćfinale.
Był dziewięciokrotnym mistrzem Polski: w wadze lekkiej w 1974 i 1976 oraz w wadze lekkopółśredniej w 1977, 1978, 1980, 1981, 1982, 1983 i 1984. Dwa razy zdobywał srebrny medal: w 1975 (waga lekka) i w 1988 (w. lekkopółśrednia), a raz brązowy (w 1987 w w. lekkopółśredniej).
W 1978 wygrał Turniej imienia Feliksa Stamma w w. lekkopółśredniej.
Walczył w barwach Górnika Pszów oraz Legii Warszawa.
W 2019 z powodu wykorzystania jego zdjęcia w filmie Kler w kontekście pracy w Służbie Bezpieczeństwa wpadł w nerwicę pod wpływem fałszywych zarzutów o nią.